# Юлендер, Кэти
Кэти Юлендер (англ. Katie Uhlaender, род. 17 июля 1984 года, Вейл, Колорадо) — американская скелетонистка, выступающая за сборную США с 2002 года. Участница двух зимних Олимпийских игр, неоднократная чемпионка национального первенства, двукратная обладательница Кубка мира, чемпионка мира в одиночном разряде и в составе смешанной команды по бобслею и скелетону.

## Биография
Кэти Юлендер родилась 17 июля 1984 года в городе Вейл, штат Колорадо. Её отец был известным бейсболистом и впоследствии тренером команды «Кливленд Индианс», в память об отце она носит на шее чемпионское кольцо, выигранное в сезоне 1972 года в составе клуба «Цинциннати Редс». Свою любовь к зимним видам спорта Кэти унаследовала от матери, инструктора по катанию на лыжах с тридцатилетним стажем. Скелетоном она стала серьезно заниматься с 2002 года, когда этот вид спорта был вновь включён в олимпийскую программу и стал быстро развиваться в США, особенно в родном для Юлендер Колорадо. Позже девушка переехала в Лейк-Плэсид, где зачислилась в санно-бобслейную школу и приступила к тренировкам на местной трассе.
На молодёжном чемпионате мира 2003 года в немецком Кёнигсзее начинающая скелетонистка заняла седьмое место, а годом спустя уже взяла серебро. В сезоне 2005/06 завоевала две бронзовые медали на этапах дебютного Кубка мира, заняла в общем зачёте четвёртое место и удостоилась права защищать честь страны на Олимпийских играх в Турине, где финишировала шестой. В 2007 году на мировом первенстве в швейцарском Санкт-Морице выиграла бронзу, кроме того, завершила сезон обладательницей Кубка мира. На чемпионате мира 2008 года в немецком Альтенберге взяла сразу две медали, бронзовую в одиночном женском разряде и серебряную в состязаниях смешанных команд по бобслею и скелетону, а также вновь оказалась первой в общем зачёте Кубка мира.
2009 год выдался очень тяжёлым, поскольку в феврале от рака кости умер отец Кэти, и ей пришлось пропустить значительную часть тренировок. На подготовку к чемпионату мира осталось всего две недели, этого явно не хватало, и, как результат, Юлендер финишировала лишь седьмой. В апреле во время неудачной поездки на снегоходе спортсменка сильно повредила коленную чашечку, в августе травма усугубилась ещё одним переломом, и в итоге девушке пришлось перенести шесть операций на ноге. При всём при том, несмотря на все невзгоды, в общем зачёте Кубка мира ей удалось занять седьмое место, что позволило поехать на Олимпийские игры в Ванкувер. Без проблем пройдя квалификацию, в ходе основных заездов она, тем не менее, показала лишь одиннадцатое время.
Триумфальным для Кэти Юлендер получился чемпионат мира 2012 года в родном Лейк-Плэсиде, где она завоевала золото в женском одиночном разряде и в составе смешанной команды, став чемпионкой мира сразу в обеих этих дисциплинах. Ныне проживает в городе Брекенридж, помимо скелетона катается на лыжах, сноуборде, кайтборде, увлекается фотографией, литературой, кинематографией. Учится в Колорадском горном колледже, где изучает естественные науки. Юлендер планировала участвовать в летней Олимпиаде в Лондоне, надеялась выступить там в тяжёлой атлетике, но не прошла отбор. Ранее в этом виде спорта она уже занимала третье место в категории до 63 кг на первенстве США. После окончания спортивной карьеры мечтает стать продюсером или писательницей.
1 февраля 2018, после того как Спортивным арбитражным судом (CAS) было вынесено оправдание российских спортсменов, обвинённых в нарушении антидопинговых правил на олимпиаде в Сочи в 2014 году со стороны МОК, Юлендер Кэти высказала своё мнение о них — «Я верю, что спорт помогает миру. А тут есть одна нация, которая уничтожала пробирки, чтобы выиграть медали. И теперь мы дали им возможность уйти от заслуженного наказания.».